# Nerva-Forum

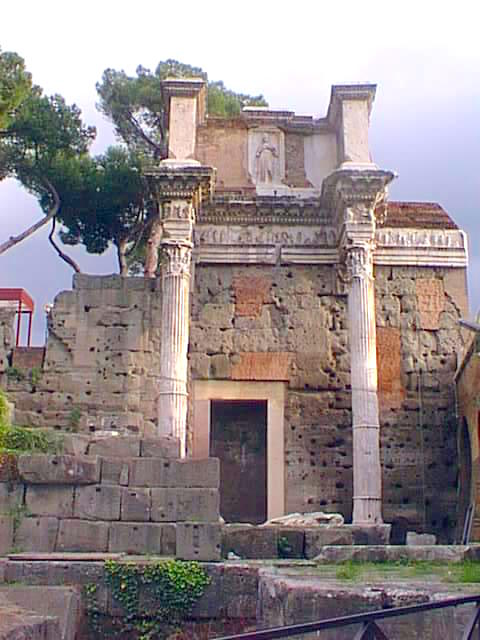
Nerva-Forum

Das Nerva-Forum (auch Forum Transitorium) war das dritte der vier Kaiserforen in Rom. Sein Bau wurde unter Kaiser Vespasian oder Domitian begonnen. Jedoch wurde es erst 97 n. Chr. unter Nerva fertiggestellt, geweiht und nach ihm benannt.
Das Forum befand sich zwischen dem Augustusforum und dem Templum Pacis Vespasians mit seinem Vorplatz, weshalb es auch Forum Transitorium (deutsch: „Durchgangsforum“) genannt wird. Es bildete zugleich die Verbindung zwischen dem Argiletum und dem Forum Romanum. Im Nordosten des etwa 120 × 45 m großen Platzes befand sich ein der Minerva geweihter Tempel, der 1606 unter Papst Paul V. abgerissen und als Baumaterial für den Brunnen der Acqua Paola und die Cappella Borghese in Santa Maria Maggiore verwendet wurde.
Im Südosten umfasste eine Säulenhalle das Forum, von der jedoch nur noch zwei korinthische Säulen und die dahinter stehende Wand erhalten sind. An dieser befinden sich oben die Fragmente eines Frieses, der Tugenden römischer Frauen schildert, und in der darüber befindlichen Attikazone ein weiteres, größeres Relief, das Minerva darstellt.  
Das Forum Transitorium ist seit der Überbauung mit der Via dei Fori Imperiali zweigeteilt.